# Muncangela
Muncangela is een bestuurslaag in het regentschap Kuningan van de provincie West-Java, Indonesië. Muncangela telt 3368 inwoners (volkstelling 2010).